# Leonora Carrington
Leonora Carrington (Clayton-le-Woods, 1917. április 6. – Mexikóváros, 2011. május 25.) brit születésű mexikói művész, szürrealista festő és novellaíró.
Felnőttkora legnagyobb részét Mexikóvárosban töltötte, egyik utolsó túlélő tagja volt a 30-as évek szürrealista mozgalmának. Minden bizonnyal az egyik legmeghatározóbb női művész volt saját korában, abban a korban, amikor a nőket nehezen fogadták el egyéni, teljes értékű művészeknek. Carrington harcolt és megnyerte a csatát azért, hogy elismerjék, mint egyént, nőt és, mint művészt. Az egész világon a szürrealizmus egyik legkarakteresebb női személyiségeként ismert. Kiállítása volt már Mexikóvárosban, New Yorkban, San Franciscóban, Párizsban, Londonban, Münchenben és Tokióban is. Könyveit több, mint hat nyelvre lefordították. Salvador Dalí őt titulálta a legjelentőségteljesebb női művésznek.

## Ifjúsága
1917. április 6-án született az angliai Chorley városán belül Clayton Greenben (Lancashire tartomány). Apja angol-ír származású jómódú textilgyáros, édesanyja Maureen (született nevén: Moorhead) szigorú katolikus, ír származású szépség. Három bátyja: Patrick, Gerald és Arthur. Fiatalkorában nevelőnőktől, oktatóktól, apácáktól tanult. Lázadó viselkedése miatt két iskolából kizárták, köztük a chelmsfordi New Hall Schoolból. Mindez után családja Firenzébe küldte, ahol Mrs Penrose Művészeti Akadémiájára (Mrs Penrose's Academy of Art) járt. Apja ellenezte pályafutását, mint művész, édesanyja viszont ösztönözte és támogatta. 1935-ben egy évet Londonban tanult a Chelsea School of Art ban, majd édesapa barátjának, Serge Chermayeffnek segítségével, sikeresen át tudott iratkozni a londoni Ozenfant Akadémiára (Ozenfant Academy), ahol 1938-ig tanult. Carrington 1927-ben, tízéves korában látta meg élete első szürrealista festményét a Left Bank galériában, s találkozott megannyi szürrealistával is, beleértve Paul Éluardot. A szürrealizmust Herbert Read Szürrealizmus (1936) című könyvének egy példányából ismerte meg alaposabban, amit még édesanyja ajándékozott neki. Miután elhatározta, hogy kialakítja saját művészi karrierjét, elfogadott minden bátorítást, amit családjától kapott.

## Könyvek
Carrington által írt könyvek
- La Maison de la Peur (1938) – Max Ernst által illusztrálva
- Une chemise de nuit de flanelle (1951)
- El Mundo Mágico de Los Mayas (Museo Nacional de Antropología, 1964) – Leonora Carrington által illusztrálva
- The Oval Lady: Surreal Stories (Capra Press, 1975)[1]
- The Hearing Trumpet (Routledge, 1976)[2]
- The Stone Door (New York: St. Martin's Press, 1977)[3]
- The Seventh Horse and Other Tales (Dutton, 1988)[4]
- The House of Fear (Trans. K. Talbot and M. Warner. New York: E. P. Dutton, 1988)[5]
- Down Below (Dutton, 1988)[5]

Carrington közreműködésével megjelent könyvek
- Jodorowsky, Alejandro. The Spiritual Journey Of Alejandro Jodorowsky (2008).[6]
- Poniatowska, Elena. Leonora (2011)[7]

## Magyar kiadások
- A hallókürt, utószó Olga Tokarczuk ford.: Fekete Rozina:, Budapest: &, 248. o. (2023). ISBN 9786156402073
- Fehér nyulak ford.: Cseh Réka Zsuzsanna, Greilinger Szonja, Kiss Gábor:. Budapest: &, 248. o. (2024). ISBN 9786156402288

## Fordítás
Ez a szócikk részben vagy egészben  a   Leonora Carrington című angol Wikipédia-szócikk fordításán alapul.  Az eredeti cikk szerkesztőit annak laptörténete sorolja fel. Ez a jelzés csupán a megfogalmazás eredetét és a szerzői jogokat jelzi, nem szolgál a cikkben szereplő információk forrásmegjelöléseként.